# Unité urbaine en France
Ne doit pas être confondu avec Aire urbaine.

Agglomérations de plus de 100000 habitants en France en 2022.

En France, une unité urbaine est un territoire[Quoi ?] défini empiriquement par la continuité de l'habitat ou du bâti[Quoi ?]. Une unité urbaine peut comporter plusieurs communes lorsqu'elles paraissent former ensemble une seule ville[pas clair]. Cette expression[Laquelle ?], qui ne correspond[Comment ?] à aucune circonscription administrative, est utilisée par certains statisticiens et urbanistes de l'administration[Qui ?]. Dans ce cadre[Lequel ?], une unité urbaine limitée à une seule commune est dite ville isolée.
Chaque pays a sa propre définition statistique de ce qu’il convient de considérer comme une ville, et, partant de là, une population urbaine[évasif]. En France, le caractère urbain ou rural des communes et, par extension, de la population qui y réside, est appréhendé au travers de la notion d’unité urbaine[Quoi ?] définie par l’Institut national de la statistique et des études économiques (Insee) en s'appuyant sur les recommandations adoptées au niveau international[évasif]. Ainsi, sont définies comme urbaines les communes incluses dans une unité urbaine. La population urbaine est donc la population résidant dans une commune urbaine. Les communes ne relevant pas de la catégorie des communes urbaines appartiennent à la catégorie des communes rurales.
L'unité urbaine peut être définie comme le territoire d'une ou de plusieurs communes dont plus de la moitié de la population réside dans une zone d'au moins 2 000 habitants dans laquelle aucune habitation n'est séparée de la plus proche de plus de 200 mètres.
Dans la nouvelle nomenclature de 2010, une unité urbaine offrant au moins 10 000 emplois est aussi appelée pôle urbain si elle n'est pas située dans la couronne périurbaine d'un autre pôle urbain. L'Insee distingue également des moyens pôles, unités urbaines offrant 5 000 à 10 000 emplois, et des petits pôles, unités urbaines offrant 1 500 à 5 000 emplois.

## Notion de commune urbaine et d’unité urbaine

Illustration des termes de ville-centre, banlieue, couronne périurbaine, unité urbaine et aire urbaine d'après l'Insee.

### Commune urbaine

#### Définition
Une définition courante mais erronée retient comme urbaines les communes comptant au moins 2 000 habitants. La définition est en réalité quelque peu plus complexe. Une commune urbaine est une commune dont plus de la moitié de la population réside dans une agglomération urbaine, c'est-à-dire une zone bâtie continue (agglomération) comptant au moins 2 000 habitants (urbaine).
Trois conditions sont donc nécessaires pour qu’une commune soit considérée comme urbaine :
- le territoire communal doit être totalement ou en partie couvert par une agglomération, c'est-à-dire une zone bâtie continue. Un tissu bâti est réputé continu s’il n’existe pas de coupure de plus de 200 mètres entre deux constructions. Dans cette zone bâtie continue, le calcul de l’espace entre deux constructions est essentiellement réalisé à partir de photographies aériennes. En outre, il ne sera pas tenu compte des cours d’eau traversés par des ponts, des terrains publics (jardins, cimetières, stades, aérodromes…), ni des terrains industriels ou commerciaux (usines, parcs de stationnement…). Cette zone bâtie continue peut être intégralement comprise dans le territoire d’une commune ou s’étendre sur plusieurs communes ;
- dans cette agglomération résident au moins 2 000 personnes (la zone agglomérée est donc considérée comme urbaine). Le décompte de la population est strictement celui de l'agglomération, peu importe que celle-ci soit ou pas répartie sur le territoire de plusieurs communes ;
- au moins la moitié de la population de la commune doit résider dans cette agglomération urbaine, et ce indépendamment de la population totale de la commune (une commune comptant moins de 2 000 habitants peut être urbaine : un bon tiers des communes urbaines en 1999 ont moins de 2 000 habitants, la plus petite, Saint-Léonard (Marne), en a 77).

#### Exemple illustré

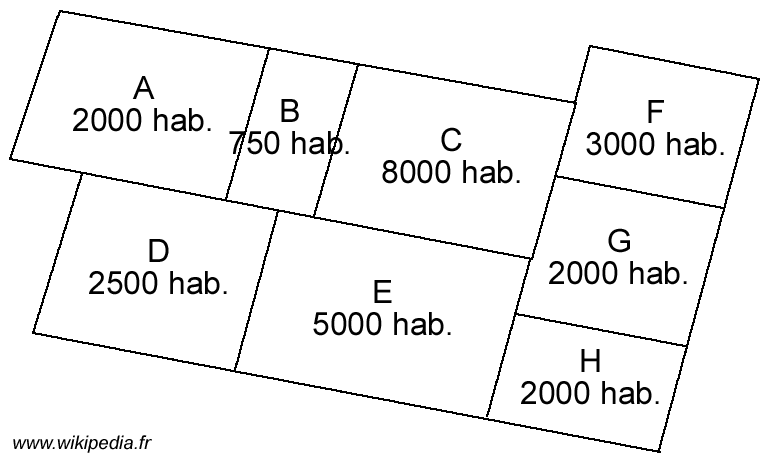
Exemple de maillage communal.

Pour illustrer la détermination des unités urbaines, les communes A, B, C, D, E, F, G et H seront pris en exemple. Disposant du décompte de la population totale pour chacune d’entre elles, on ne peut cependant pas en déduire directement leur caractère urbain ou non. Il est en effet nécessaire pour cela de savoir s’il existe sur le territoire de ces communes des zones agglomérées de plus de 2 000 habitants (des agglomérations urbaines, donc) et, le cas échéant, d’en localiser précisément les limites. On exclura en particulier les zones bâties continues de moins de 2 000 habitants, telles que des hameaux isolés ou de petits bourgs, à moins que celles-ci ne soient distantes de moins de 200 mètres d’une agglomération urbaine, auquel cas ils en feront partie. Ce travail est effectué à l’aide de photographies aériennes et de données sur la répartition de la population. Dans l'exemple ci-joint (première image à droite de la section), il existe donc trois agglomérations urbaines, représentées en orangé. Les zones agglomérées de moins de 2 000 habitants figurent en rouge.

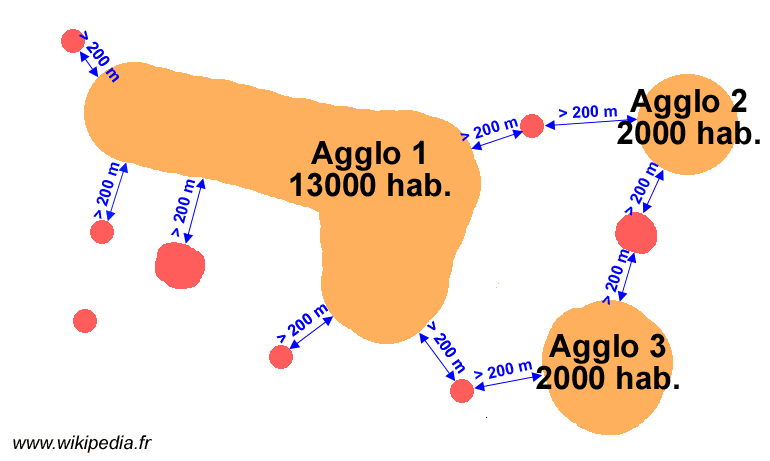
Notion d'agglomération urbaine.

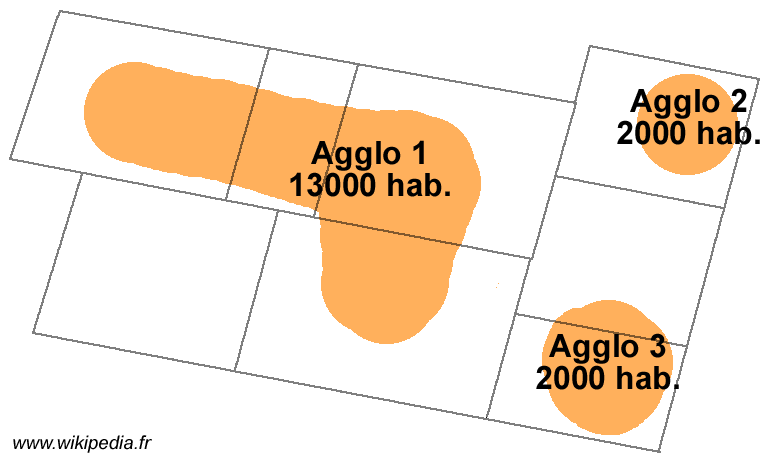
Superposition des agglomérations urbaines et du maillage communal.

Replaçons ces agglomérations urbaines dans le contexte du découpage communal. Les hameaux et les petites agglomérations de population ne seront donc pas prises en compte et seront donc assimilées aux zones d’habitat diffuses (espace blanc). Seule la commune D n’est pas traversée par une agglomération urbaine.

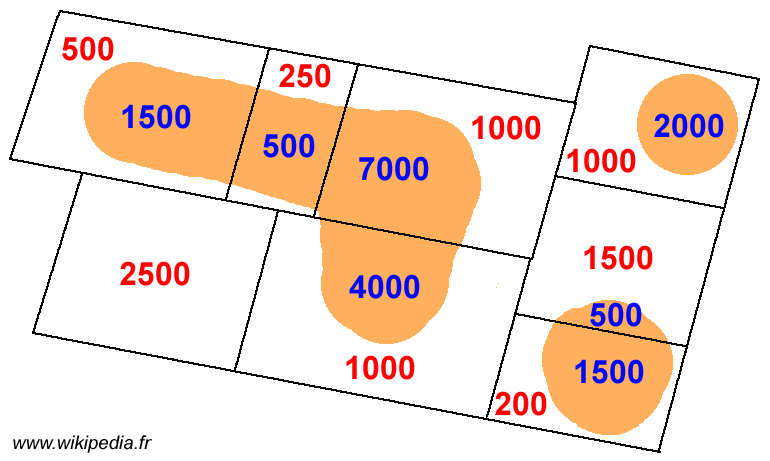
Population communale résidant dans une agglomération urbaine.

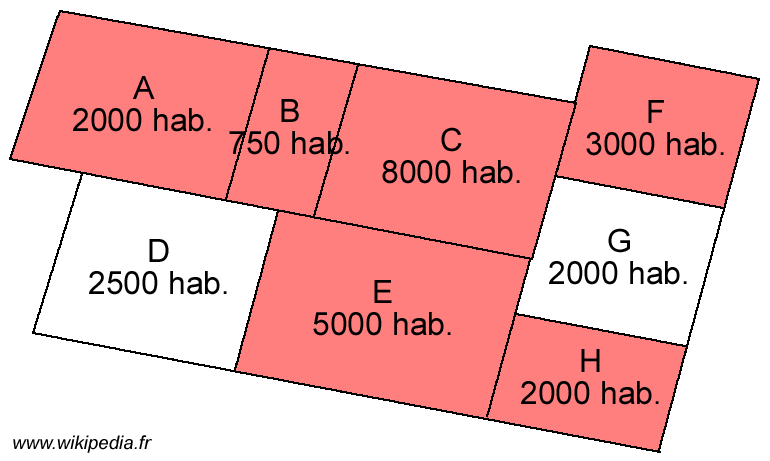
Communes urbaines et communes rurales.

Il convient à présent de déterminer précisément pour chaque commune quelle est la part de la population résidant dans une agglomération urbaine. Ce nombre est indiqué par le chiffre bleu. Les communes dont plus de la moitié de la population vit dans une agglomération urbaine seront considérées comme urbaines. Celles-ci sont mentionnées en rouge. À noter par ailleurs que la commune B, qui n’a que 750 habitants, est urbaine tandis que les communes D et G, qui ont au total 2 000 habitants ou plus, sont rurales. Enfin, dans ce classement en unités urbaines, c’est la commune dans son ensemble qui sera considérée comme urbaine ou rurale. Cela ne signifie pas qu’une commune urbaine n’a pas sur son territoire de zones naturelles voire agricoles ni, inversement, qu’une commune rurale n’a pas quelques zones agglomérées : cela signifie juste que la majorité de la population vit ou ne vit pas dans une zone agglomérée relativement importante.

### Unité urbaine

#### Définition
Une unité urbaine est un ensemble de communes urbaines contiguës. Une unité urbaine peut être constituée d’une seule commune — auquel cas on parle d’unité urbaine monocommunale (ou ville isolée) — ou d’un ensemble de communes — on parle alors d’unité urbaine multicommunale. La zone agglomérée comprenant au moins 2 000 habitants peut en effet s’étendre exclusivement sur le territoire d’une seule commune ou sur le territoire de plusieurs communes.

#### Exemple illustré
Appliqué à notre exemple cartographique, cela nous donne une unité urbaine multicommunale (regroupant les communes A, B, C et E) et deux villes isolées (les communes F et H).

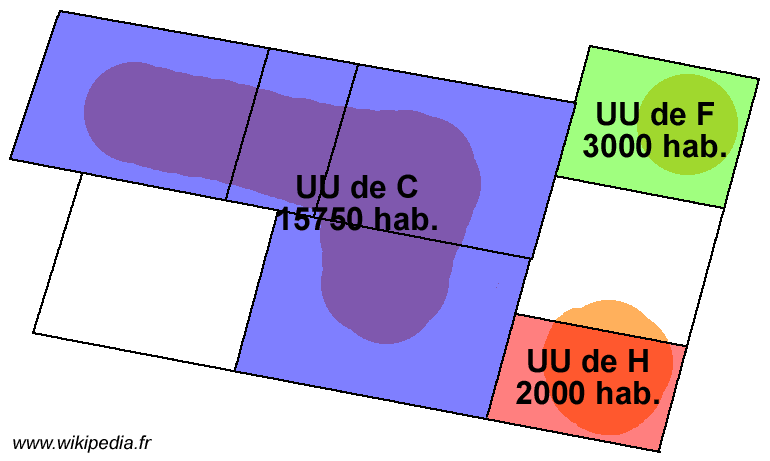
Distinction entre unités urbaines multicommunales et monocommunales.

La population d’une unité urbaine est celle de toutes les communes la composant, que cette population vive effectivement dans l’agglomération urbaine ou pas. La commune la plus peuplée donnera en général son nom à l’unité urbaine (exceptions : Douai-Lens, Marseille - Aix-en-Provence). Deux unités urbaines peuvent se jouxter sans en former une seule, dès lors qu’il n’y a pas de continuité entre leurs zones agglomérées. En ce qui concerne les unités urbaines multicommunales, on distinguera en outre deux types de communes :
- les communes-centres (ou villes-centres). Le « centre » peut être constitué d’une seule ou d’un ensemble de communes. Si une commune représente à elle seule plus de la moitié de la population de l’unité urbaine, elle sera seule ville-centre. Dans le cas contraire, toutes les communes qui ont une population supérieure à la moitié de celle de la commune la plus importante, ainsi que cette dernière, seront villes-centres ;
- les communes de banlieue. Toutes les autres communes de l’unité urbaine multicommunale qui ne sont pas villes-centres constituent la banlieue (prise ici dans un sens statistique). Une unité urbaine multicommunale peut ne pas comporter de banlieue, mais elle comporte au moins une ville-centre.

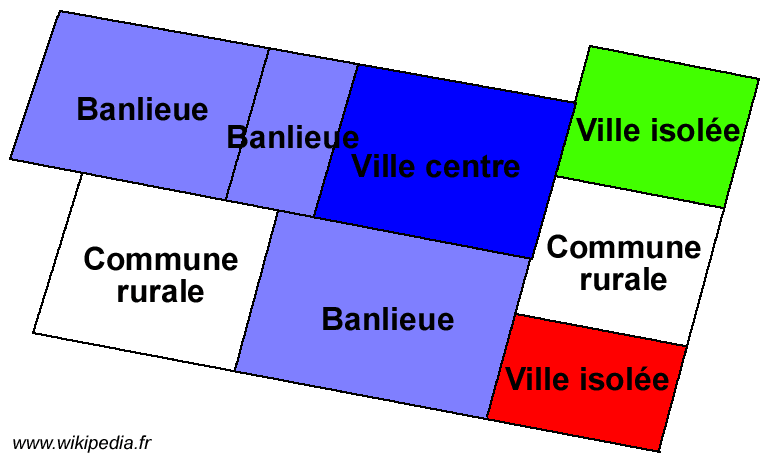
Distinction entre villes-centres et communes de banlieue.

Les unités urbaines multicommunales ainsi constituées ne respectent pas nécessairement les limites départementales, comme celle de Paris ou celle qui réunit Douai (Nord) et Lens (Pas-de-Calais), ni même les frontières nationales, comme dans le cas de Bâle (Suisse), Saint-Louis (France) et Weil am Rhein (Allemagne). Il existe quelques unités urbaines (toutes transfrontalières) qui ont moins de 2 000 habitants dans leur partie française, la définition de l’Insee permettant tout à fait une telle prise en compte de la situation des communes voisines.
En revanche, les unités urbaines respectent nécessairement les limites communales, dans la mesure où le statut urbain ou rural reconnu à une commune s’applique à la commune dans son intégralité.
Pour résumer, toute commune française relève donc nécessairement de l'une et d'une seule de ces quatre catégories : commune rurale, ville isolée, ville-centre et commune de banlieue. Pour savoir à quelle catégorie appartient une commune, on peut consulter le site de l’Insee qui donne à la fois le statut de la commune et, le cas échéant, son unité urbaine de rattachement.
Les unités urbaines sont redéfinies à l’occasion de chaque recensement de la population.

## Liste des principales unités urbaines
Voici la liste des vingt unités urbaines de France qui dépassent 300 000 habitants en 2022 dans la délimitation de 2020, nombre de communes au 1er janvier 2023), à partir des résultats statistiques du recensement de 2022 publiés par l'Insee.
| Rang | Unité urbaine                   | 2022                 | Nombre de communes | Densité en hab/km² (2021) |
| ---- | ------------------------------- | -------------------- | ------------------ | ------------------------- |
| 1    | Paris                           | 10 944 094 habitants | 411                | 3828                      |
| 2    | Lyon                            | 1 715 750 habitants  | 124                | 1492                      |
| 3    | Marseille - Aix-en-Provence     | 1 635 154 habitants  | 50                 | 925                       |
| 4    | Toulouse                        | 1 081 726 habitants  | 81                 | 1110                      |
| 5    | Lille (partie française)        | 1 063 491 habitants  | 60                 | 2369                      |
| 6    | Bordeaux                        | 1 022 534 habitants  | 73                 | 773                       |
| 7    | Nice                            | 973 296 habitants    | 51                 | 1292                      |
| 8    | Nantes                          | 683 313 habitants    | 22                 | 1358                      |
| 9    | Toulon                          | 600 052 habitants    | 27                 | 780                       |
| 10   | Douai - Lens                    | 505 515 habitants    | 67                 | 1043                      |
| 11   | Strasbourg (partie française)   | 489 538 habitants    | 23                 | 2028                      |
| 12   | Montpellier                     | 480 915 habitants    | 22                 | 1526                      |
| 13   | Rouen                           | 478 593 habitants    | 50                 | 1030                      |
| 14   | Avignon                         | 466 924 habitants    | 59                 | 339                       |
| 15   | Grenoble                        | 456 093 habitants    | 38                 | 1274                      |
| 16   | Rennes                          | 375 940 habitants    | 16                 | 1134                      |
| 17   | Saint-Étienne                   | 375 797 habitants    | 32                 | 905                       |
| 18   | Tours                           | 367 484 habitants    | 38                 | 532                       |
| 19   | Béthune                         | 356 543 habitants    | 94                 | 468                       |
| 20   | Valenciennes (partie française) | 332 838 habitants    | 56                 | 758                       |

## Nombre, évolution territoriale et démographique

### Nombre
Selon le nouveau zonage de 2010, l'Insee a délimité 2 293 unités urbaines en France, dont 50 dans les départements d'outre-mer (en incluant Mayotte). Au recensement de 2007, ces unités urbaines regroupent au total 49 815 847 habitants sur 63 786 907 (Mayotte incluse), soit un taux de population urbaine de 78,1 % sur l'ensemble des 101 départements français. Les unités urbaines étaient redéfinies à l’occasion de chaque recensement de la population de 1954 à 1999. Depuis la mise en œuvre de la nouvelle méthode de recensement, la redéfinition devient décennale.
Par rapport aux délimitations de 1999, le périmètre de certaines unités urbaines a été fortement agrandi, notamment celles de Marseille - Aix-en-Provence, Lyon, Bordeaux, Grenoble, Rouen, Avignon, Montpellier, Saint-Étienne, Béthune, Tours, Pointe-à-Pitre, Bayonne, Nîmes, Chambéry, Saint-Paul ou Cayenne. En revanche, le périmètre des unités urbaines de Valenciennes, Metz et Nancy a été réduit par création de nouvelles unités urbaines.
| Population (2007) | Métropole | Outre-mer | Total | Population | % de la population française |
| ----------------- | --------- | --------- | ----- | ---------- | ---------------------------- |
| Plus de 1 000 000 | 4         | 0         | 4     | 14 386 314 | 22,6                         |
| 500 000 à 999 999 | 7         | 0         | 7     | 4 290 696  | 6,7                          |
| 200 000 à 499 999 | 21        | 1         | 22    | 7 085 774  | 11,1                         |
| 100 000 à 199 999 | 22        | 6         | 28    | 4 122 653  | 6,5                          |
| 50 000 à 99 999   | 64        | 4         | 68    | 4 706 959  | 7,4                          |
| 20 000 à 49 999   | 126       | 11        | 137   | 4 209 104  | 6,6                          |
| 10 000 à 19 999   | 223       | 5         | 228   | 3 150 866  | 4,9                          |
| 5 000 à 9 999     | 520       | 18        | 538   | 3 676 188  | 5,8                          |
| 2 000 à 4 999     | 1 254     | 5         | 1 259 | 4 185 422  | 6,6                          |
| Moins de 2 000    | 2         | 0         | 2     | 1 868      | 0,0                          |
| Total             | 2 243     | 50        | 2 293 | 49 815 847 | 78,1                         |

### Évolution territoriale des vingt premières unités urbaines de 2007 depuis 1982
| Unité urbaine             | 2007       | 2007     | 1999       | 1999     | 1990       | 1990     | 1982       | 1982     |
| Unité urbaine             | Population | Communes | Population | Communes | Population | Communes | Population | Communes |
| ------------------------- | ---------- | -------- | ---------- | -------- | ---------- | -------- | ---------- | -------- |
| Paris                     | 10 303 282 | 412      | 9 644 507  | 396      | 9 318 821  | 379      | 8 706 963  | 335      |
| Marseille-Aix-en-Provence | 1 558 379  | 49       | 1 349 772  | 38       | 1 230 936  | 31       | 1 110 511  | 28       |
| Lyon                      | 1 509 766  | 130      | 1 348 832  | 102      | 1 262 223  | 84       | 1 220 844  | 84       |
| Lille                     | 1 014 239  | 59       | 1 000 900  | 62       | 959 234    | 60       | 936 295    | 55       |
| Nice                      | 947 075    | 51       | 888 784    | 50       | 516 740    | 24       | 449 496    | 17       |
| Toulouse                  | 859 338    | 73       | 761 090    | 72       | 650 336    | 58       | 514 271    | 47       |
| Bordeaux                  | 831 788    | 64       | 753 931    | 51       | 696 364    | 44       | 640 012    | 40       |
| Nantes                    | 584 306    | 24       | 544 932    | 20       | 496 078    | 20       | 464 857    | 19       |
| Toulon                    | 556 538    | 27       | 519 640    | 26       | 437 553    | 18       | 410 393    | 18       |
| Douai-Lens                | 511 345    | 67       | 518 739    | 68       | …          | …        | …          | …        |
| Grenoble                  | 494 878    | 53       | 419 334    | 34       | 404 733    | 33       | 392 021    | 32       |
| Rouen                     | 463 681    | 51       | 389 862    | 31       | 380 161    | 29       | 379 879    | 29       |
| Strasbourg                | 449 798    | 23       | 427 245    | 20       | 388 483    | 16       | 373 470    | 16       |
| Avignon                   | 440 651    | 59       | 253 580    | 22       | 181 136    | 13       | 174 264    | 13       |
| Montpellier               | 384 165    | 22       | 287 981    | 11       | 248 303    | 9        | 221 307    | 6        |
| Saint-Étienne             | 372 967    | 33       | 291 960    | 17       | 313 338    | 15       | 317 228    | 15       |
| Béthune                   | 350 068    | 93       | 259 186    | 60       | 261 535    | 61       | 258 383    | 61       |
| Tours                     | 344 739    | 36       | 297 631    | 23       | 282 152    | 22       | 262 786    | 20       |
| Valenciennes              | 333 492    | 56       | 357 395    | 61       | 338 392    | 58       | 349 505    | 57       |
| Rennes                    | 304 729    | 13       | 272 263    | 10       | 245 065    | 8        | 234 418    | 8        |

### Évolution démographique dans les limites de 1999
À titre indicatif, le tableau ci-dessous fait apparaître l'évolution démographique des unités urbaines en France de plus de 100 000 habitants entre 1999 et 2008 dans la délimitation de 1999. Cela permet de voir comment une croissance de la population entraîne une densification de l'espace urbain initial — celui délimité en 1999 — ou, inversement, comment une décroissance démographique entraîne une baisse de la densité de population de cet espace urbain initial. La comparaison avec le tableau de la population des unités urbaines dans leur délimitation de 2010 rend compte de l'extension ou non de l'espace urbain délimité autour des villes-centres des unités urbaines (par augmentation ou diminution du nombre des communes qui les composent), en plus de ces effets de densification ou de baisse de densité des espaces urbanisés initiaux.
| Rang | Unité urbaine,                           | Population (1999) | Communes (1999) | Population (2007) | Population (2008) |
| ---- | ---------------------------------------- | ----------------- | --------------- | ----------------- | ----------------- |
| 1    | Paris                                    | 9 643 880         | 396             | 10 197 678        | 10 247 794        |
| 2    | Marseille-Aix-en-Provence                | 1 349 584         | 38              | 1 433 462         | 1 434 845         |
| 3    | Lyon                                     | 1 348 422         | 102             | 1 422 331         | 1 432 577         |
| 4    | Lille (sans la partie belge)             | 1 000 714         | 83              | 1 014 586         | 1 012 895         |
| 5    | Nice                                     | 889 265           | 50              | 946 630           | 946 884           |
| 6    | Toulouse                                 | 761 107           | 72              | 858 233           | 863 756           |
| 7    | Bordeaux                                 | 754 017           | 51              | 809 224           | 809 562           |
| 8    | Nantes                                   | 545 023           | 20              | 569 961           | 570 139           |
| 9    | Toulon                                   | 519 561           | 26              | 546 801           | 549 488           |
| 10   | Douai-Lens                               | 518 675           | 68              | 512 029           | 510 639           |
| 11   | Strasbourg (sans la partie allemande)    | 427 184           | 20              | 440 704           | 441 035           |
| 12   | Grenoble                                 | 419 468           | 34              | 427 739           | 428 075           |
| 13   | Rouen                                    | 389 929           | 37              | 389 876           | 390 153           |
| 14   | Valenciennes (sans la partie belge)      | 357 295           | 61              | 355 709           | 356 247           |
| 15   | Nancy                                    | 331 349           | 37              | 330 232           | 331 246           |
| 16   | Metz                                     | 322 448           | 47              | 322 459           | 322 098           |
| 17   | Montpellier                              | 288 059           | 11              | 320 760           | 320 511           |
| 18   | Tours                                    | 297 439           | 23              | 307 146           | 307 054           |
| 19   | Saint-Étienne                            | 292 166           | 17              | 283 996           | 281 843           |
| 20   | Rennes                                   | 272 182           | 10              | 281 734           | 281 689           |
| 21   | Avignon                                  | 253 581           | 22              | 275 613           | 275 287           |
| 22   | Orléans                                  | 263 252           | 19              | 268 470           | 268 924           |
| 23   | Clermont-Ferrand                         | 258 542           | 17              | 261 239           | 260 402           |
| 24   | Béthune                                  | 259 194           | 60              | 258 967           | 259 447           |
| 25   | Mulhouse                                 | 234 188           | 19              | 239 859           | 239 876           |
| 26   | Dijon                                    | 237 204           | 15              | 237 925           | 238 056           |
| 27   | Le Havre                                 | 248 760           | 14              | 235 818           | 234 755           |
| 28   | Angers                                   | 226 912           | 31              | 226 809           | 224 205           |
| 29   | Reims                                    | 215 556           | 7               | 211 966           | 210 251           |
| 30   | Brest                                    | 210 058           | 8               | 205 195           | 204 594           |
| 31   | Pau                                      | 181 471           | 47              | 196 263           | 196 013           |
| 32   | Caen                                     | 199 381           | 18              | 195 346           | 195 487           |
| 33   | Bayonne                                  | 178 965           | 20              | 191 092           | 192 631           |
| 34   | Le Mans                                  | 194 757           | 12              | 193 004           | 192 421           |
| 35   | Limoges                                  | 173 243           | 7               | 180 062           | 181 912           |
| 36   | Perpignan                                | 162 653           | 11              | 180 053           | 181 176           |
| 37   | Dunkerque                                | 191 107           | 11              | 181 699           | 180 627           |
| 38   | Pointe-à-Pitre-Les Abymes (Guadeloupe)   | 171 773           | 7               | 177 113           | 178 631           |
| 39   | Saint-Denis (La Réunion)                 | 158 139           | 2               | 171 876           | 175 053           |
| 40   | Amiens                                   | 160 767           | 10              | 160 344           | 161 453           |
| 41   | Nîmes                                    | 148 866           | 6               | 161 101           | 158 029           |
| 42   | Saint-Pierre (La Réunion)                | 129 238           | 2               | 145 805           | 148 273           |
| 43   | Annecy                                   | 136 771           | 15              | 145 296           | 144 662           |
| 44   | Saint-Nazaire                            | 136 960           | 10              | 143 500           | 141 918           |
| 45   | Besançon                                 | 134 335           | 11              | 135 808           | 135 652           |
| 46   | Fort-de-France (Martinique)              | 134 727           | 4               | 132 980           | 132 218           |
| 47   | Thionville                               | 130 429           | 12              | 130 922           | 131 172           |
| 48   | Troyes                                   | 128 864           | 17              | 130 818           | 130 430           |
| 49   | Poitiers                                 | 119 403           | 8               | 127 657           | 128 090           |
| 50   | Genève-Annemasse (sans la partie suisse) | 106 703           | 21              | 121 196           | 123 848           |
| 51   | Valence                                  | 117 394           | 9               | 120 889           | 120 655           |
| 52   | Chambéry                                 | 113 443           | 18              | 119 363           | 119 644           |
| 53   | La Rochelle                              | 116 302           | 8               | 119 771           | 119 265           |
| 54   | Lorient                                  | 116 209           | 5               | 116 401           | 115 991           |
| 55   | Montbéliard                              | 113 166           | 21              | 108 767           | 108 684           |
| 56   | Angoulême                                | 103 708           | 16              | 106 229           | 106 718           |
| 57   | Calais                                   | 104 826           | 7               | 103 769           | 103 385           |
| 58   | Creil                                    | 97 438            | 17              | 101 997           | 103 130           |
| 59   | Saint-Paul (La Réunion)                  | 87 712            | 1               | 101 023           | 103 008           |

## Historique des zonages

### Zonage de 1999
Selon le recensement de 1999, la France regroupe 2 055 unités urbaines, dont 1 995 sur le continent et 60 en Outre-mer.

### Zonage de 2020
Selon le zonage établi en 2020, la France compte 2 467 unités urbaines regroupant les 52 861 686 habitants de 7 580 communes. 13 919 171 habitants, répartis sur 27 388 communes habitent hors unité urbaine.